# Gauss-egész
A Gauss-egészek az a+bi alakú komplex számok, ahol a és b egészek (tehát a komplex számsík rácspontjai). Körükben a közönséges egészekhez hasonló számelmélet építhető ki.

## Műveletek
A Gauss-egészek összeadása egyszerűen koordinátánként történik: (a+bi)+(c+di)=(a+c)+(b+d)i. A szorzásnál felhasználjuk az {\displaystyle i^{2}=-1} egyenlőséget: {\displaystyle (a+bi)(c+di)=(ac-bd)+(bc+ad)i}. E műveletek nem vezetnek ki a Gauss-egészek köréből, sőt az is könnyen látható, hogy ezek {\displaystyle {\mathbf {Z} }[i]}-vel jelölt gyűrűt alkotnak. E gyűrű nullosztómentes, hányadosteste
{\displaystyle {\mathbf {Q} }(i)=\{a+bi:a,b\in {\mathbf {Q} }\}}. A Gauss-egészek e test algebrai egész elemei.

## Norma
Egy a+bi Gauss-egész normája a nemnegatív egész 
N(x)=0 csak x=0-ra teljesül, továbbá a norma multiplikatív: N(xy)=N(x)N(y). Ennélfogva, ha x osztja y-t, akkor N(x) is osztója N(y)-nak.

## Egységek, asszociáltak, prímelemek
Négy Gauss-egész normája egy: 1,-1,i,-i. Ezek az egységek, tehát azok a Gauss-egészek, amelyek minden Gauss-egész osztói. Ha két Gauss-egész egymást kölcsönösen osztja, akkor egység szorzóban térnek el, ezeket egymás asszociáltjainak nevezzük. 1+i Gauss-prím és 2 prímfelbontása {\displaystyle 2=-i(1+i)^{2}}. Minden {\displaystyle p\equiv 3{\pmod {4}}} {\displaystyle {\mathbf {Z} }}-beli prímszám {\displaystyle {\mathbf {Z} }[i]}-ben is prím. Ha viszont {\displaystyle p\equiv 1{\pmod {4}}} prímszám, akkor p felbomlik, mint {\displaystyle p=(a+bi)(a-bi)}, ahol {\displaystyle a^{2}+b^{2}=p} (ilyen felbontás a két-négyzetszám-tétel szerint mindig létezik) és az {\displaystyle a+bi}, {\displaystyle a-bi} Gauss-prímek nem asszociáltak. Ezzel megkaptuk valamennyi Gauss-prímet.
A Gauss-egészek körében ugyanúgy, mint az egész számok között, értelmezhető a kongruencia-reláció: {\displaystyle x\equiv y{\pmod {z}}} akkor teljesül, ha x-y osztható z-vel. Ekkor ha {\displaystyle \pi } prímelem, akkor a mod {\displaystyle \pi } maradékosztályok száma {\displaystyle N(\pi )}.

## Egyértelmű prímfaktorizáció
A Gauss-egészek körében igaz a maradékos osztás tétele, így {\displaystyle {\mathbf {Z} }[i]} euklideszi gyűrű: ha {\displaystyle a,b\in {\mathbf {Z} }[i]}, {\displaystyle b\neq 0}, akkor létezik {\displaystyle q} és {\displaystyle r}, hogy {\displaystyle a=bq+r} és {\displaystyle N(r)<N(b)}. Innen adódik, hogy {\displaystyle {\mathbf {Z} }[i]}-ben igaz a számelmélet alaptétele is: a felbonthatatlan elemek (azon {\displaystyle \pi } nemnulla, nemegység elemek, amelyekre igaz, hogy {\displaystyle \pi =xy} esetén x vagy y asszociáltja {\displaystyle \pi }-nek) azonosak a prímelemekkel, azaz Gauss-prímekkel (azon {\displaystyle \pi } nemnulla, nemegység elemek, amelyekre igaz, hogy {\displaystyle \pi \mid xy} esetén {\displaystyle \pi \mid x} vagy {\displaystyle \pi \mid y} teljesül) és minden 0-tól és egységtől különböző x felírható {\displaystyle x=\pi _{1}\cdots \pi _{r}} alakban, ahol {\displaystyle \pi _{1},\dots ,\pi _{r}} prímelemek, továbbá, ha {\displaystyle x=\rho _{1}\cdots \rho _{s}} egy másik felírás, akkor {\displaystyle s=r} és a tényezők úgy indexezhetők, hogy j=1,…,r-re {\displaystyle \rho _{j}} asszociáltja {\displaystyle \pi _{j}}-nek.